# Palina
Palina, справжнє ім'я Поліна Юріївна Паланейчик (біл. Паліна Юр'еўна Паланейчык; 8 квітня 1994, Мінськ) — білоруська співачка. До 2018 року виступала під псевдонімом Поліна Республіка (біл. Паліна Рэспубліка).

## Життєпис
Народилася в Мінську в квітні 1994 року. У чотирнадцять років відкрила в собі здатність до написання пісень і почала вчитися грати на гітарі. У віці вісімнадцяти років провела перший серйозний сольний виступ. Закінчила Білоруський державний університет культури і мистецтв за класом фортепіано.
Придбала популярність після перемоги на фестивалі «Бардівська осінь» у 2011 році. У 2012 році стала лауреатом премії Ultra-Music Awards в номінації «Відкриття року».
Виконує пісні білоруською, українською, російською та французькою мовами.
У 2018 році змінила псевдонім на Palina, з яким брала участь в 9-му сезоні українського шоу «X-Фактор».

## Оцінки
Леслі Найф, вокаліст групи «Gods Tower», в 2014 році порівняв творчість білоруської співачки з Енією.

## Нагороди
- 2011 — 1-ше місце у фестивалі «Бардівська осінь»;
- 2012 — «Відкриття року» премії Ultra-Music Awards[ru].

## Заборони
У 2012 році було оприлюднено інтерв'ю виконавиці незалежним виданням «Белсат» й «Народная Воля», які часто критикують білоруську владу. Після цього виступ співачки, що мав відбутися у Вітебську, був скасований.

## Дискографія

### Студійні альбоми
Як Паліна Рэспубліка:
- 2015 — Бясконцы красавік[15][16] (укр. Нескінченний квітень)

Як Palina:
- 2019 — Грустные песни (укр. Сумні пісні)
- 2020 - Кремень-Динамит
- 2023 - Ни берега, ни дна

### Синґли
Як Паліна Рэспубліка:
- 2012 — Як ты, Гадзіньнік (спільно з Hasta La Fillsta)

Як Palina:
- травень 2018 — Бродский
- січень 2019 — Пинки
- грудень 2019 — Позови погостить (укр. Поклич погостювати)
- липень 2020 — Июль (укр. Липень)
- серпень 2020 — Як ты (повторний випуск)

## Відеографія
- «Утро» (2013)
- «Pinky» (2019)[17]